# Strophicus
Le strophicus est un neume utilisé en chant grégorien. En notation cursive, il a la forme d’un petit crochet, qui a la même origine que l’apostrophe moderne.
Il y a lieu de croire qu’il indique une très petite variation de hauteur, peut-être inférieure au demi-ton.
Le strophicus ne se rencontre jamais sur une syllabe isolée. Il entre parfois dans la composition d’autres neumes. Le strophicus apparaît:
- Le plus souvent, par groupes de deux (distropha) ou trois (tristropha).
- À la fin d’un neume, pour le prolonger sur la même note (c'est la forme oriscus).
- Avant une distropha, généralement à la tierce inférieure.

## Interprétation
Distropha et tristropha correspondent à une répétition de la même note, respectivement de deux et de trois fois. Cette répétition est légère et rapide. La distropha ne doit pas être interprétée comme un punctum de durée double, les deux notes doivent se faire sentir.
Ces neumes sont interprétés de nos jours sans variation de hauteur, mais à l’origine il est probable qu’ils ont indiqué une petite modulation entre chaque note, donnant l’effet d’un léger trémolo.
Ces deux neumes sont toujours émis au-dessus du demi-ton, sur un Do ou un Fa, ce qui suggère que la répercussion portait sur ce même demi-ton.
La notation cursive  suggère que ces deux neumes sont répercutés sur chaque note (deux ou trois), par un certain effet vocal. Cet effet n'est pas un accent de durée, qui serait inaudible (et incompatible avec un neume léger). Les seules actions possibles pour marquer la répercussion sont des variations dans l'intensité (attaque) et éventuellement dans la hauteur (léger "fluage" de la voix, ou portando).

## Tristropha
La notation de Laon  transcrit presque toujours le dernier strophicus par un trait plus long (le "copeau"), mais pas toujours. Inversement, la notation de St Gall mentionne parfois un épisème  sur le dernier strophicus. Cette répartition suggère que le dernier strophicus tend à être plus long que les précédents.
La liquescence est marquée sur les graphies cursives des tristrophae, que ce soit par St Gall  ou par Laon  mais cette indication n'est jamais reprise par les notations carrées.

## Distropha préfixe
Contrairement à la tristopha, qui peut se rencontrer seule sur une syllabe, la distropha n'est jamais isolée. Elle se trouve toujours dans un neume composé, en position préfixe, ou éventuellement infixe, mais pratiquement jamais en finale (pour un contre-exemple, voir l'Alléluia du premier dimanche de l'Avent, ou sur la troisième syllabe la distropha est en position suffixe).
Ce caractère essentiellement préfixe de la distropha suggère que le « copeau » de la notation de Laon marque réellement un tractulus précédé par une distropha préfixe. De ce point de vue, la tristropha ne serait alors qu'un cas particulier de la distropha, où le groupe préfixé est réduit à une seule note à l'unisson.
C'est également le caractère préfixe de la distropha qui permet de la distinguer de la bivirga: quand une syllabe isolée porte deux notes à l'unisson, il s'agit d'une bivirga, non d'une distropha.